# Megafobia
Megafobia im Oakwood Theme Park (Narberth, Pembrokeshire, UK) war eine Holzachterbahn des Herstellers Custom Coasters International, die 1996 eröffnet wurde. Der Betreiber des Parks – Aspro Parks – verkündete am 4. März 2025, dass der Park nicht wieder eröffnen wird. Somit drehte die Bahn am 3. November 2024, dem letzten Betriebstag des Parks, ihre letzten Runden.
Einen Teil der Kosten übernahm Custom Coasters International, um in Europa bekannter zu werden. Megafobia besaß ein Twister-Style-Layout. Sie wurde oft in der Top-10-Liste der Holzachterbahnen der Welt aufgeführt.
Megafobia war die erste Nervenkitzel-Attraktion, die im Oakwood Theme Park (damals Oakwood Leisure Park) errichtet wurde. Dadurch wurde aus dem kleinen Familienfreizeitpark ein großer Themenpark im Vereinigten Königreich.
Eine weitere Besonderheit bestand darin, dass sich ein Schaf unter der Bahn aufhielt.

## Züge
Megafobia besaß zwei Züge des Herstellers Philadelphia Toboggan Coasters mit jeweils sechs Wagen. In jedem Wagen konnten vier Personen (zwei Reihen à zwei Personen) Platz nehmen.

## Auszeichnungen
Megafobia wurde durchgehend als Top-Holzachterbahn in den Golden Ticket Awards bewertet.

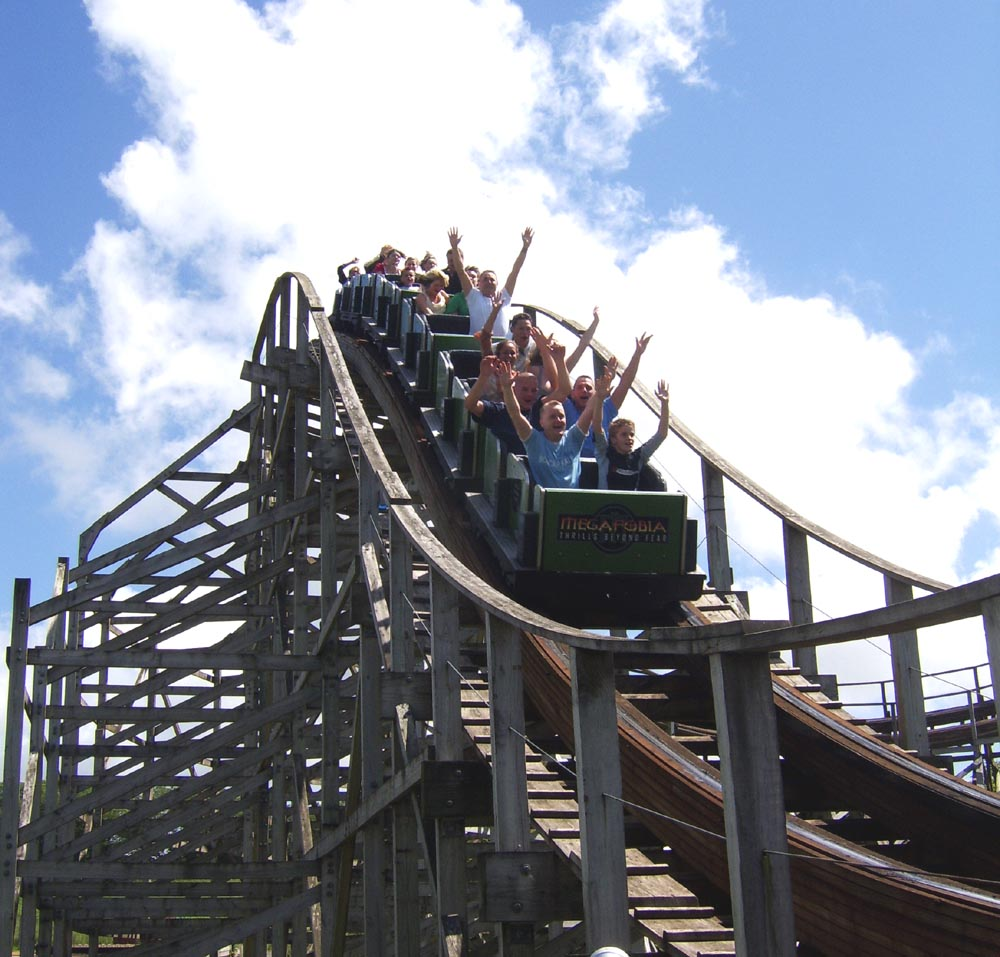